# Алмазбеков, Сталбек
Сталбек Алмазбеков (Алмасбеков) (15 сентября 1953, Кок-Ой — 5 апреля 2023, Бишкек) — советский и киргизский оперный певец, тенор. Заслуженный артист Кыргызской Республики (1995). Народный артист Кыргызской Республики (2003).
Родился 15 сентября 1953 года в селе Кок-Ой. После окончания Чаекской средней школы и срочной службы в Советской армии поступил в Музыкально-хореографическое училище имени М. Куренкеева в Бишкеке. В 1979—1983 годах учился вокалу в Алматинской консерватории. Солист Кыргызского театра оперы и балета имени А. Малдыбаева в Бишкеке.
Певец обладал богатым и красивым голосом. В его репертуаре роли в классических и национальных операх: Радамес и Отелло («Аида» и «Отелло» Дж. Верди), Хозе («Кармен» Ж. Бизе), Герман («Пиковая дама» П. И. Чайковского), Канио («Паяцы» Р. Леонкавалло), Каварадосси и Пинкертон («Тоска» и «Мадам Баттерфляй» Дж. Пуччини), Туридду («Сельская честь» П. Масканьи, центральноазиатская премьера в 2006 году), Сыргак, Кулчоро и Керимбай (в операх «Манас», «Айчурек», «Токтогул» В. Власова, А. Малдыбаева и В. Фере на основе эпоса «Манас»), Туйгун-батыр («Сепил» С. Осмонова) и другие.
Гастролировал за рубежом, участвовал в международных фестивалях. Занимался педагогической деятельностью. Основал творческую студию молодых певцов «Дебют».
Был женат на заслуженной артистке Кыргызской республики концертмейстере Набире Джаксалиевой.
В 1992 году был награждён Грамотой Кыргызской Республики.
Певец умер 5 апреля 2023 года, похоронен на кладбище «Ала-Арча».